# Citroën Xantia
De Citroën Xantia is een middenklasse automodel van het Franse merk Citroën. De auto werd geïntroduceerd in 1993 als opvolger van de Citroën BX.
In 1987 begon Citroën na te denken over de opvolger van de op dat moment succesvolle Citroën BX.
Omdat Citroën beter wilde kunnen concurreren met de andere Europese merken, kwamen uiteindelijk twee modellen als opvolger: een model in de compacte middenklasse; de ZX, en een model in de grotere middenklasse; de Xantia. Op basis van een voorstel van Bertone (een Italiaans ontwerphuis) is het ontwerp gemaakt door chef-exterieurontwerper Dan Abramson. Het model heette toen nog X1. De naam Xantia is afkomstig van het Griekse Xanthos, hetgeen "licht" betekent.
De eerste officiële foto's werden in november 1992 gepubliceerd, waarna de pers begin 1993 de eerste proefritten maakte. 

## Techniek
De Xantia is in verschillende opzichten een speciale auto. Alle Xantia’s beschikken over het befaamde hydropneumatische veersysteem van Citroën. De niveauregeling zorgt ervoor dat de rijhoogte ongeacht de belading gelijk zal blijven. De bestuurder kan verschillende hoogten instellen. Daarnaast beschikt de Xantia ook over meesturende achterassen. De luxere versies zijn uitgerust met het computergestuurde Hydractive II veersysteem. Een systeem waarbij een computer de afstelling van de vering razendsnel (25ms) aanpast aan gebeurtenissen op de weg zoals hard remmen, plotseling sturen, hard rijden, enz. De bestuurder kan door middel van een knop kiezen uit comfortabele of sportieve afstelling.
In maart 1993 kwam de Xantia in Nederland op de markt als 5 deurs berline (hatchback). Beschikbare motoren waren de 1.8i, de 2.0i, 2.0 16v 155pk; in de zomer volgden de 1.9 Diesel en de 1.9 Turbo diesel en de 1.6i als instapmodel.
De Xantia was leverbaar in drie verschillende uitvoeringen: de X met in het eerste jaar nog stoffen bekleding, de SX met velours bekleding, elektrische ramen voor, wis-was installatie op de achterruit en de sportieve en luxe VSX met sportstoelen, elektrische ramen achter, elektrisch bedienbare spiegels, ABS en nog veel meer.
Eind 1993 modificeerde Citroën het hydropneumatische systeem, zodat het zo kenmerkende 'inzakken' dat Citroëns met deze vering sinds de introductie van de DS deden, verleden tijd was.
In de zomer van 1994 werd het model wat opgefrist. Zo verhuisden de dubbele chevrons van de motorkap naar de grille en werd stuurbekrachtiging standaard op alle Xantia's.
Het jaar daarop volgde opnieuw een onderhuidse opfrissing, veranderden er wat knoppen op het dashboard en kwamen er een aantal nieuwe motoren in het leveringsprogramma. Nieuw waren de 1.8i 16v, de 2.0i 16v 135 pk (vervanger van de 2.0i), de 2.0i Turbo CT (vervanger van de 155pk 16V) en de 2.1 Turbo diesel.
Ook kwam in 1995 de door France Design ontworpen en door Heuliez gebouwde break op de markt en volgde de marktintroductie van het Activa-systeem, hetgeen het overhellen in bochten volledig elimineerde.

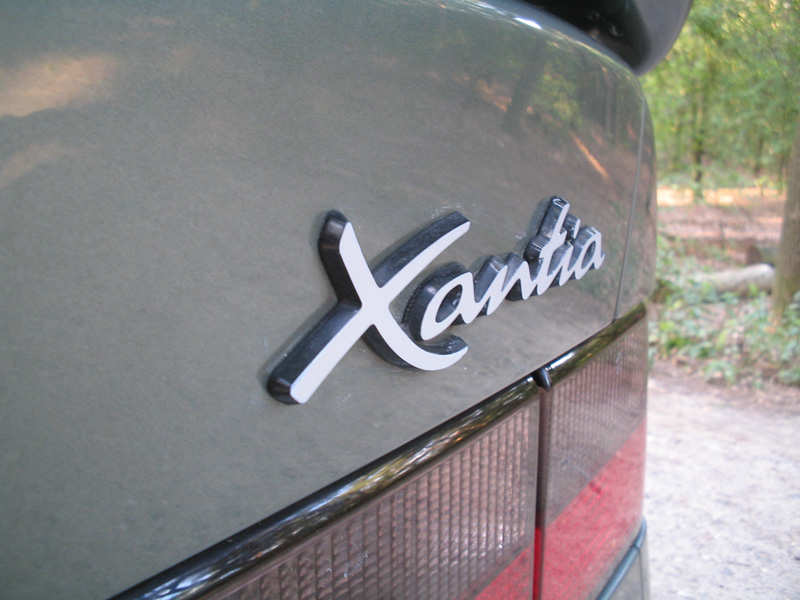
Xantia Typeplaatje

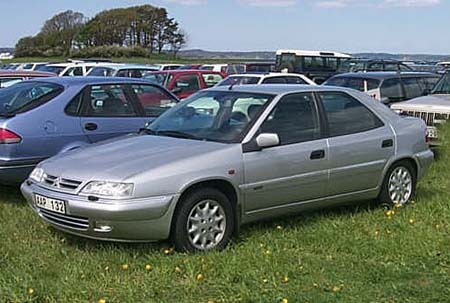
Xantia phase 2 "X2"

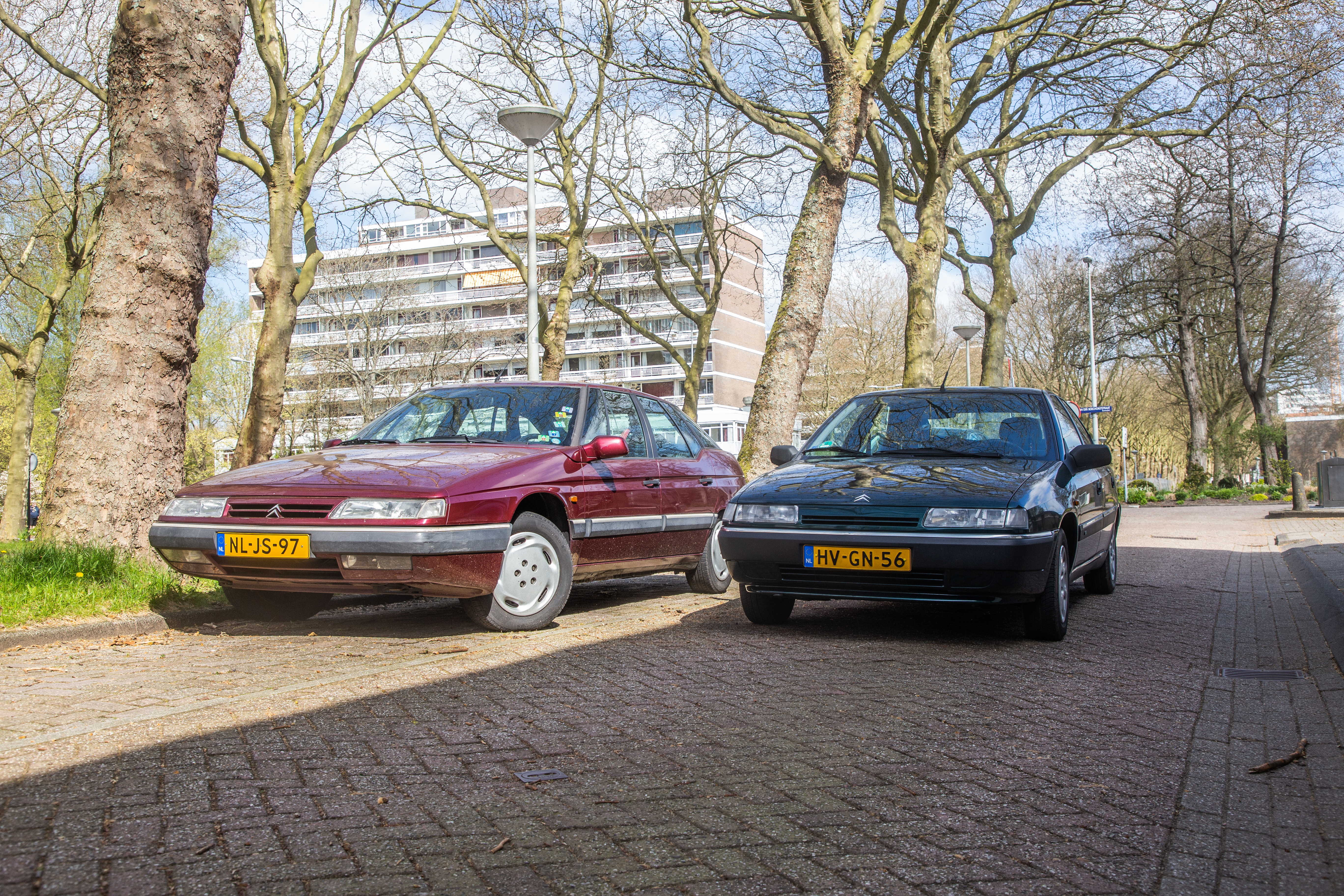
De Xantia phase 1 met links de luxere Citroën XM

Eind 1996 werd de langverwachte nieuwe 'Franse' V6 (ontwikkeld door PSA en Renault) geïntroduceerd in Exclusive (luxe) en Activa (sportief) kleurstelling. De Exclusive V6 kreeg standaard een ZF-automaat mee. Andere veranderingen waren de introductie van de 1.9SD als vervanger van de vermaarde 1.9D (eind 1996) in verband met emissie-eisen en de vervanging (op sommige markten) van de 1.6i door een even sterke (90pk), maar soepeler 1.8i 8v (september 1997).
Eind 1997 kwam de grote facelift van de Xantia, de X2. De neus kreeg een moderner design, er kwam een ander dashboard waarbij de beugel aan de passagierskant verdween, portiervakken met een klepje en achterlichten met wit glas in plaats van rookglas voor de knipperlichten en het achteruitrijlicht. Tevens werd de break leverbaar met de v6-motor. Als break werd de v6 altijd in Exclusive-uitvoering geleverd, maar een handgeschakelde versnellingsbak was wel leverbaar. In oktober 1998 kwam Citroën met de direct ingespoten dieselmotor op de markt, de HDI. Eerst leverbaar als 110 pk (als opvolger van de even krachtige 2.1TD) en per voorjaar 1999 ook als 90 pk.

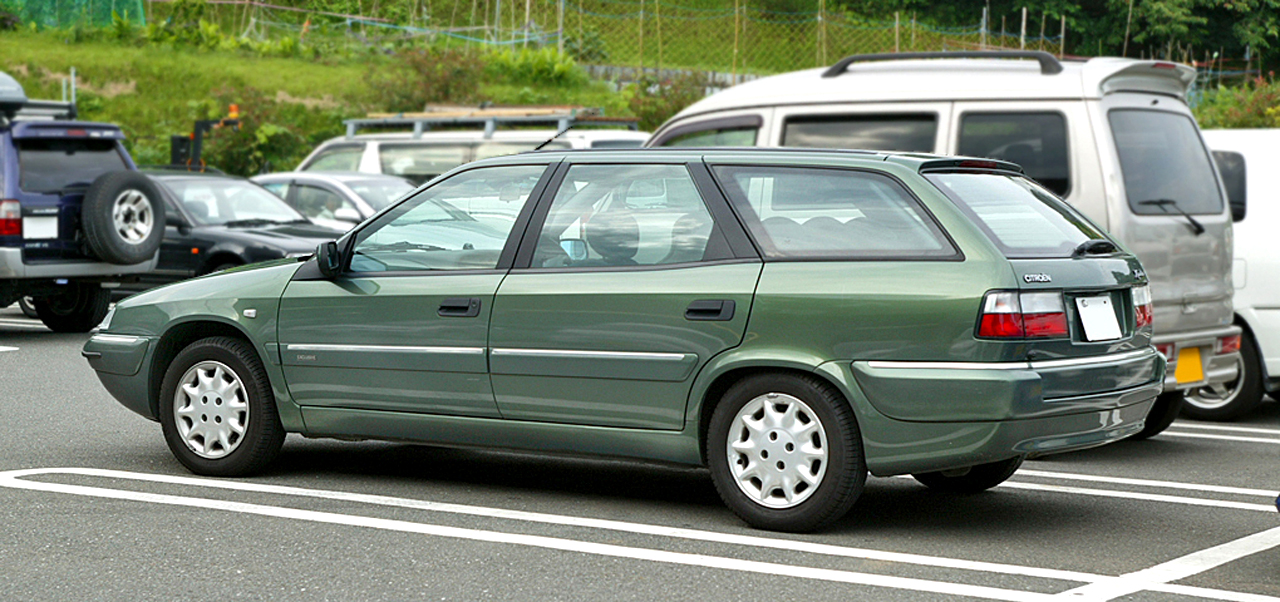
Xantia Break

## Einde van de productie
In 2001 werden vanaf begin maart geen nieuwe bestellingen meer opgenomen voor de Xantia Break, de Berline onderging hetzelfde lot in juni. Het model werd opgevolgd door de Citroën C5 die in 2000 op de Salon van Parijs was gepresenteerd en tevens de al uit productie zijnde XM moest opvolgen.
Hoewel productie in Frankrijk in 2001 dus eindigde, betekende dit nog niet het einde van de Xantia als nieuwe auto. Eind 2000 sloot Citroën een overeenkomst met Saipa Company en verhuisden de mallen voor de Xantia na de productiestop in Frankrijk naar Iran (alleen Berline). Saipa leverde nog zo'n 13.500 Xantia's aan Citroën.
Naast Iran zijn in China CKD-kits (Completely-Knocked-Down) geïmporteerd en in elkaar gezet. Aldaar kreeg de auto de naam "kleine-XM".

## Veiligheid
Tijdens de ontwikkeling heeft Citroën veel aandacht besteed aan de actieve en passieve veiligheid van de Xantia. Naast actieve vering beschikt de Xantia over geprogrammeerde kreukelzones, een verstevigde koets en sterke dwarsbalken in de portieren. Citroën heeft hier ook veel mee geadverteerd.
Bij botsproeven uitgevoerd door EuroNCAP bleek dat de rechtsgestuurde Citroën Xantia uit 1997 een van de slechtst presterende personenauto's was van de modellen die de EuroNCAP sinds de oprichting in 1997 aan een botsproef onderwierp. Bij de crashtest kunnen 40 punten worden gescoord en de Xantia bleef indertijd steken op slechts 9 punten. Dit moet  enigszins gerelativeerd worden, want concurrerende personenauto's ontwikkeld in dezelfde periode scoorden niet of nauwelijks beter. 

## Feiten
Er zijn in totaal 1.216.734 Xantia's geproduceerd, waarvan 147.620 Breaks. De Breaks zijn geproduceerd bij Heuliez.
In de loop van de jaren heeft Citroën een aantal wijzigingen doorgevoerd in de Xantia.
- 1993-??-?? → Start productie in Rennes-La Janais, Frankrijk - type Ia
- 1993-03-?? → Publieksintroductie op de 36e Autosalon van Genève
- 1993-03-04 → Eerste Xantia's te koop: 2.0 16V 155pk, 2.0, 1.8
- 1993-04-?? → 4-traps automaat verkrijgbaar: 2.0i SX, 2.0i VSX
- 1993-07-01 → De eerste diesels: 1.9D (X en SX), Turbo D (X, SX, VSX) & de 1.6i
- 1993-12-15 → Terugslagkleppen in het veersysteem
- 1993-10-01 → Nieuwe uitvoering: 1.8i SX automaat
- 1994-04-18 → 250.000e Xantia
- 1994-06-01 → Type Ib (chevrons op de grille)
- 1994-06-01 → bestuurders airbag optioneel
- 1994-10-01 → Persintroductie van de Activa, verkoop gelimiteerde serie 2.0 16V 155pk in Frankrijk
- 1995-??-?? → bestuurders airbag standaard
- 1995-08-01 → standaard 15" velgen op 2.0, 1.9TD
- 1995-08-01 → Introductie van de Break: 1.8i, 2.0i 16V, 2.0i Turbo CT, 1.9 Turbo D / X, SX, VSX
- 1995-08-01 → Nieuwe motoren voor de Berline: 2.1 Turbo D, 1.8i 16V, 2.0i 16V 135pk, 2.0i Turbo CT
- 1995-07-?? → 500.000e Xantia
- 1996-??-?? → passagiers airbag optioneel
- 1996-09-03 → derde remlicht standaard
- 1996-??-?? → introductie V6 24 en 1.9SD 75pk
- 1997-??-?? → Standaard ABS op alle modellen
- 1997-??-?? → Einde productie 1.9D
- 1997-09-01 → Introductie 1.8 8v met 90 pk
- 1997-12-03 → Type II, met vernieuwde neus en heldere achterlichten
- 1998-10-01 → HDi dieselmotor 110pk
- 1998-10-01 → Standaard zij-airbags
- 1999-??-?? → 1.000.000e Xantia
- 2001-02-28 → Einde bestellingmogelijkheid Xantia Break, productie eindigt op ??
- 2001-05-31 → Einde bestellingmogelijkheid Xantia Berline, productie eindigt op ?? in Frankrijk

## Geleverde motoren

#### Benzinemotoren
| Type         | Motor     | Motor     | Motor   | Vermogen | Koppel | Jaartal     |
| Type         | Inhoud    | Cilinders | Kleppen | Vermogen | Koppel | Jaartal     |
| ------------ | --------- | --------- | ------- | -------- | ------ | ----------- |
| 1.6i         | 1.580 cm³ | 4-in-lijn | 8V      | 90 pk    | 130 Nm | 1993 - 1997 |
| 1.8i         | 1.761 cm³ | 4-in-lijn | 8V      | 90 pk    | 147 Nm | 1997 - 2000 |
| 1.8i         | 1.761 cm³ | 4-in-lijn | 8V      | 103 pk   | 153 Nm | 1993 - 1998 |
| 1.8i 16V     | 1.761 cm³ | 4-in-lijn | 16V     | 112 pk   | 155 Nm | 1995 - 2001 |
| 2.0i         | 1.998 cm³ | 4-in-lijn | 8V      | 122 pk   | 176 Nm | 1993 - 1998 |
| 2.0i 16V     | 1.998 cm³ | 4-in-lijn | 16V     | 135 pk   | 180 Nm | 1995 - 2000 |
| 2.0i 16V VSX | 1.998 cm³ | 4-in-lijn | 16V     | 155 pk   | 182 Nm | 1993 - 1995 |
| 2.0i Turbo   | 1.998 cm³ | 4-in-lijn | 8V      | 150 pk   | 235 Nm | 1995 - 2000 |
| 3.0i V6      | 2.946 cm³ | V6        | 24V     | 194 pk   | 267 Nm | 1997 - 2000 |

#### Dieselmotoren
| Type        | Motor     | Motor     | Motor   | Vermogen | Koppel | Jaartal     |
| Type        | Inhoud    | Cilinders | Kleppen | Vermogen | Koppel | Jaartal     |
| ----------- | --------- | --------- | ------- | -------- | ------ | ----------- |
| 1.9 D       | 1.905 cm³ | 4-in-lijn | 8V      | 71 pk    | 121 Nm | 1993 - 1996 |
| 1.9 SD      | 1.905 cm³ | 4-in-lijn | 8V      | 75 pk    | 135 Nm | 1996 - 1998 |
| 1.9 TD      | 1.905 cm³ | 4-in-lijn | 8V      | 90 pk    | 196 Nm | 1993 - 2000 |
| 2.0 HDI 90  | 1.997 cm³ | 4-in-lijn | 8V      | 90 pk    | 206 Nm | 1999 - 2001 |
| 2.1 TD      | 2.088 cm³ | 4-in-lijn | 12V     | 110 pk   | 250 Nm | 1996 - 1998 |
| 2.0 HDI 110 | 1.997 cm³ | 4-in-lijn | 8V      | 110 pk   | 250 Nm | 1998 - 2000 |